# The Need to Be
«The Need to Be» es una canción escrita e interpretada por el cantautor estadounidense Jim Weatherly. Fue publicada en julio de 1974 como el sencillo principal de su cuarto álbum de estudio, The Songs of Jim Weatherly.

## Antecedentes
Weatherly, quien había encontrado notoriedad como compositor con canciones como «Neither One of Us (Wants to Be the First to Say Goodbye)» y «Midnight Train to Georgia», tuvo su sencillo de mayor éxito hasta la fecha con «The Need to Be». El sencillo se convirtió en un éxito comercial en las listas de easy listening y pop de Estados Unidos y Canadá.

## Recepción de la crítica
Un escritor no especificado de la revista Cash Box declaró: “Las letras, por bonitas y significativas que sean, están respaldadas por un súper arreglo de cuerdas y teclados que hace que todo suene mucho más bonito”.

## Lista de canciones
Todos las canciones escritas y compuestas por Jim Weatherly.
1. «The Need to Be» – 3:53
2. «Like Old Times Again» – 2:50

## Posicionamiento

### Gráfica semanal
| Gráfica (1974)                            | Pico de posición |
| ----------------------------------------- | ---------------- |
| Canadá (RPM Top Singles)                  | 13               |
| Canadá (RPM Pop Music Playlist)           | 17               |
| Estados Unidos (Billboard Hot 100)        | 11               |
| Estados Unidos (Billboard Easy Listening) | 6                |

### Gráfica de fin de año
| Gráfica (1974)           | Pico de posición |
| ------------------------ | ---------------- |
| Canadá (RPM Top Singles) | 136              |